# Thou (pronome)

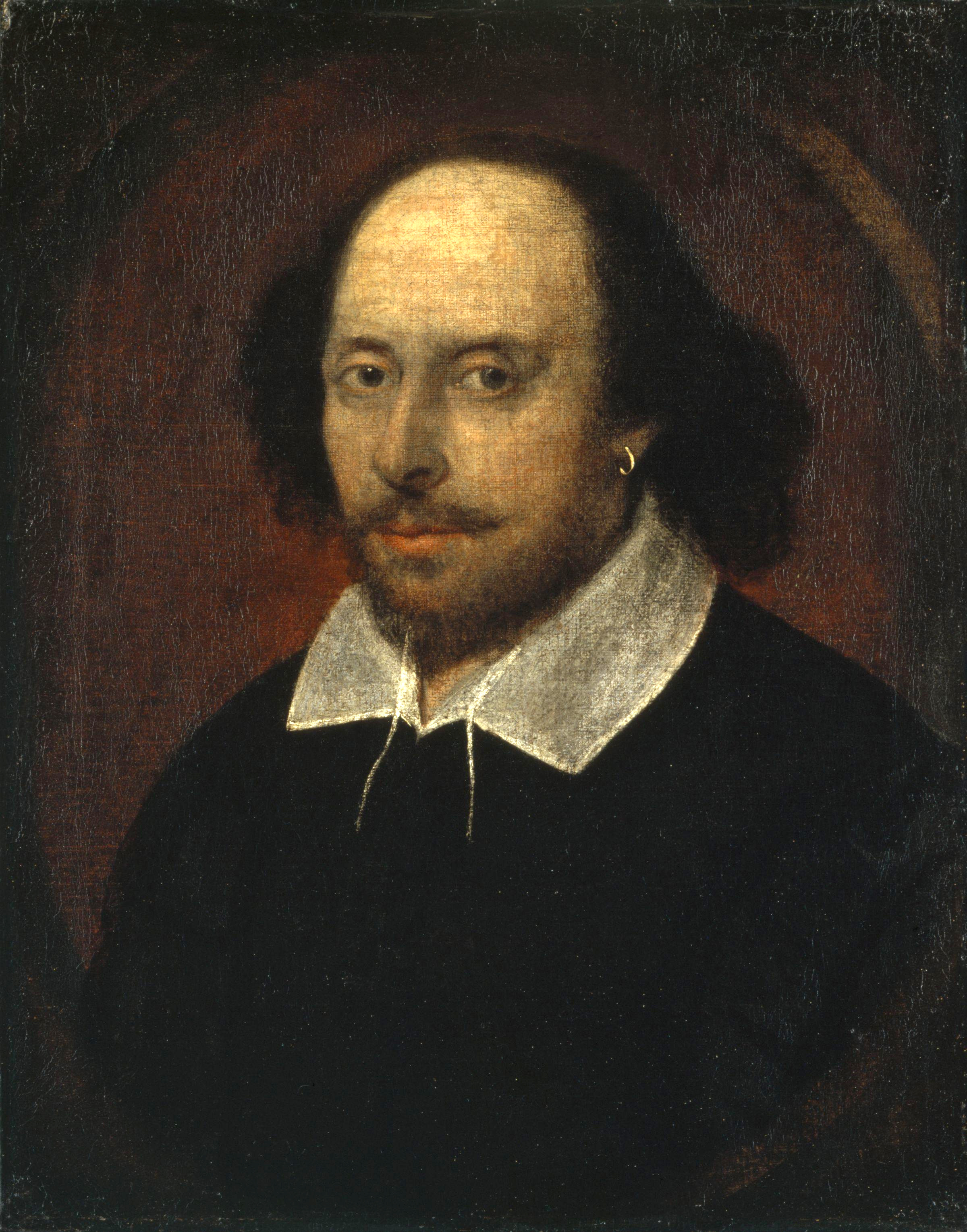
É possível encontrar de forma predominante nas obras de Shakespeare e outros escritores renascentistas, bem como de escritores medievais e do início da era moderna, e na Bíblia do Rei Jaime.

A palavra thou (AFI: /ðaʊ/) é um pronome do caso nominativo da segunda pessoa do singular no inglês. No caso oblíquo, encontra-se thee (este assume também o papel de acusativo e dativo), e sua forma possessiva é thy ou thine, e sua forma reflexiva é thyself. Atualmente ele caiu em desuso, sendo substituído na maioria dos contextos por you, entretanto ainda é empregado em partes do norte da Inglaterra e por Scots.

## Notes
1. ↑  [dead link]"thou, thee, thine, thy (prons.)" Arquivado em 13 de outubro de  2008, no Wayback Machine.[dead link], Kenneth G. Wilson, The Columbia Guide to Standard American English. 1993.
2. ↑  Pressley, J. M. Thou Pesky "Thou".